# Euphyia interrupta
Euphyia interrupta là một loài bướm đêm trong họ Geometridae.